# بنفلد
بنفلد (به فرانسوی: Benfeld) یک کمون در فرانسه است که در Unterelsaß واقع شده‌است. بنفلد ۷٫۷۹ کیلومتر مربع مساحت دارد ۱۶۰ متر بالاتر از سطح دریا واقع شده‌است.

## خواهرخوانده
شهر اتنهایم خواهرخواندهٔ بنفلد هست.